# David Boucher
Pour les articles homonymes, voir Boucher.
David Boucher (né le 17 mars 1980 à Maubeuge) est un coureur cycliste français puis franco-belge (depuis mars 2013).

## Biographie
David Boucher a été porteur du maillot rose des Quatre Jours de Dunkerque 2007. Il a effectué plus de 1 500 kilomètres d'échappées lors de la saison 2007, 2 100 km en 2008 et 2 700 km en 2012, notamment sur le Tour des Flandres, Paris Roubaix, Het nieuwsblad, scheldeprijs, E3 Prijs Harelbeke, Paris Tours, putte kappelen, 4 jours de Dunkerque.
Il est connu pour ses longues échappées, souvent vouées à l'échec comme sur le Tour des Flandres 2010, mais qui font sa réputation au sein du peloton. En 2011, David Boucher réalise son rêve d'enfant, celui d'intégrer une équipe belge d'envergure comme Omega Pharma-Lotto où il est engagé pour aider notamment Philippe Gilbert. Non conservé en fin de saison, il s'engage pour un an avec FDJ-BigMat. Il est échappé lors du Tour des Flandres, de Paris-Roubaix, le Grand Prix de Denain, Circuit Het Nieuwsblad et le Grand Prix de l'Escaut.
Il prolonge en juillet 2012, son contrat de deux ans avec la FDJ. Durant cette première saison au sein de la FDJ-BigMat, David Boucher a la possibilité de disputer son premier grand tour, le Tour d'Espagne. Il abandonne lors de la 4e étape, affaibli par un « coup de chaud ».
Fin mars 2013, il obtient officiellement la nationalité belge. Boucher participe en juin au championnat de Belgique sur route mais court toutes les autres courses sous licence UCI française.
À l'issue de la saison 2015, il n'est pas conservé par l'équipe FDJ. Il court en 2016 pour l'équipe continentale belge Crelan-Vastgoedservice. Durant cette saison, il est deuxième du championnat de Belgique du contre-la-montre élites sans contrat et du championnat de Belgique du contre-la-montre par équipes. Il s'engage pour 2017 avec Pauwels Sauzen-Vastgoedservice. Il décroche cette fois le titre de champion de Belgique du contre-la-montre élites sans contrat.
Après deux saisons avec ce statut, David Boucher retrouve un contrat professionnel en 2018, au sein de l'équipe Tarteletto-Isorex.

## Palmarès et résultats

### Palmarès sur route
- 2001
  - Grand Prix Gabriel Dubois
  - Boucles Vosgiennes
- 2003
  - Arden Challenge : 
    - Classement général
    - 1re étape (contre-la-montre)

  - 3e étape du Tour du Brabant flamand
  - Classement général du Tour de la province d'Anvers
  - 2e du Tour du Loir-et-Cher
  - 2e du Trophée Jong Maar Moedig
  - 2e du Tour du Brabant flamand
- 2004
  - 2e étape des Deux Jours du Gaverstreek
  - 4e étape du Tour du Loir-et-Cher
  - Prologue du Ruban granitier breton
  - 2e étape du Tour de la Somme (contre-la-montre)
- 2005
  - 2e du Grand Prix de Lillers
- 2007
  - 3e de la Gullegem Koerse
- 2010
  - 2e de la Flèche du port d'Anvers
- 2016
  - 3e du championnat de Belgique du contre-la-montre élites sans contrat

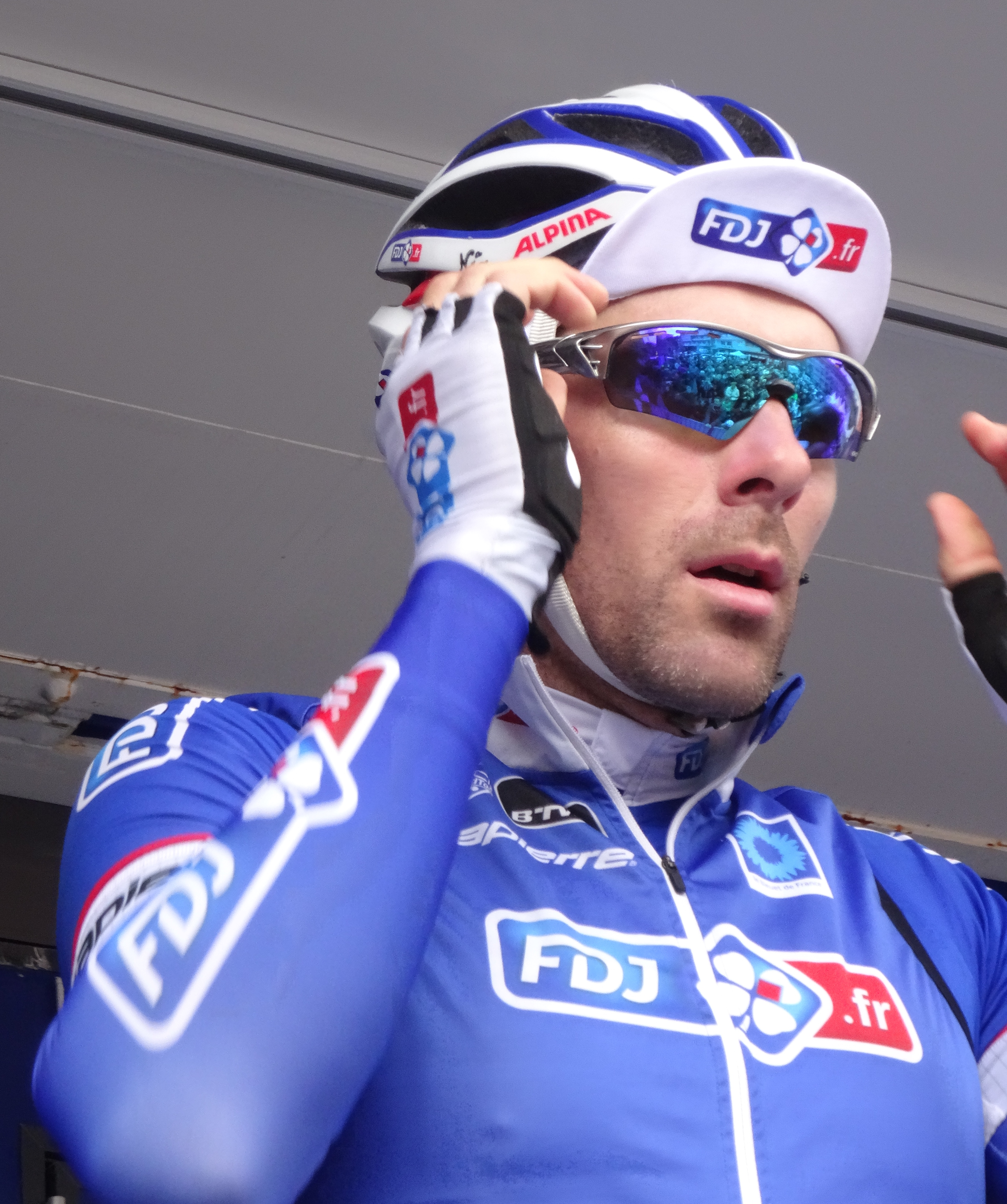
David Boucher lors des Quatre Jours de Dunkerque 2014.

  - 3e du championnat de Belgique du contre-la-montre par équipes
- 2017
  -  Champion de Belgique du contre-la-montre élites sans contrat
  - 3e du Duo normand (avec Timothy Stevens)
- 2020
  - 2e du championnat de Belgique du contre-la-montre élites sans contrat
- 2021
  - 3e du championnat de Belgique du contre-la-montre élites sans contrat

- 2023
  - Ronde van Haspengouw :
    - Classement général
    - 1re étape (contre-la-montre)

### Résultats sur les grands tours

#### Tour d'Espagne
1 participation
- 2012 : abandon (4e étape)

### Classements mondiaux
| Année           | 2005 | 2006 | 2007 | 2008 | 2009 | 2010 | 2011 | 2012 | 2013 | 2014 | 2015 |
| --------------- | ---- | ---- | ---- | ---- | ---- | ---- | ---- | ---- | ---- | ---- | ---- |
| UCI World Tour  |      |      |      |      |      |      | nc   | nc   | nc   | nc   | nc   |
| UCI Europe Tour | 229e | 514e | 361e | 686e | 723e | 315e |      |      |      |      |      |

### Palmarès en cyclo-cross
- 2001-2002
  - 2e du championnat de France de cyclo-cross espoirs